# Кириченко Олексій Нестерович
Олексі́й Не́стерович Кириче́нко (нар. 10 травня 1927, селище Підгородне, тепер місто Дніпровського району Дніпропетровської області — 9 лютого 2004, місто Запоріжжя Запорізької області) — український радянський партійний діяч, 1-й секретар Веселівського райкому КПУ Запорізької області. Герой Соціалістичної Праці (8.12.1973). Член ЦК КПУ в 1976—1986 роках.

## Біографія
Закінчив військове училище. До 1956 року служив офіцером прикордонної застави у Середньоазіатському прикордонному окрузі.
Член ВКП(б) з 1951 року.
У 1956—1959 роках — секретар партійної організації колгоспу імені Фрунзе Веселівського району Запорізької області. У 1959—1965 роках — голова укрупненого колгоспу імені Фрунзе Веселівського району Запорізької області.
Закінчив Дніпропетровський сільськогосподарський інститут.
У 1965—1967 роках — 2-й секретар Веселівського районного комітету КПУ Запорізької області.
У 1967—1987 роках — 1-й секретар Веселівського районного комітету КПУ Запорізької області.
Потім — на пенсії в місті Запоріжжі.

## Нагороди
- Герой Соціалістичної Праці (8.12.1973)
- два ордени Леніна (8.12.1973, 22.12.1977)
- орден Жовтневої Революції (8.04.1971)
- орден «Знак Пошани» (22.03.1966)
- медалі
- Почесна грамота Президії Верховної Ради Української РСР (8.05.1987)